# Budinščak
Budinščak – wieś w Chorwacji, w żupanii varażdińskiej, w gminie Donja Voća. W 2011 roku liczyła 109 mieszkańców.